# Redcliffe Paceway
Redcliffe Paceway är en travbana i Redcliffe, Queensland, Australien. Banan arrangerar lopp inom både trav- och passgångssport.

## Om banan
Huvudbanan är en oval bana på 835 meter. Banans upplopp mäter 170 meter, och banan har även open stretch. Banans underlag består av krossad sten.
Banans lopp körs vanligtvis över distanserna 1 780, 2 040, 2 280 och 2 613 meter.
Banans arrangerar tävlingar året om, i regel på onsdagkvällar och torsdageftermiddagar.

## Större lopp
Varje år i juni körs loppen Garrard's Redcliffe Yearling Sale Series Final, RHRC Oaks och RHRC Derby. I samband med loppen hålls en stor hästauktion. Banan är även värd för loppen Moreton Bay Regional Council Gold Cup, Patron's Purse och Christmas Cup.